# Litomierzyce
Litomierzyce (cz. Litoměřiceⓘ, niem. Leitmeritz) – miasto w Czechach, w kraju usteckim, siedziba powiatu Litomierzyce. Leży na Średniogórzu Czeskim, przy ujściu Ohrzy do Łaby. 
Według danych z 31 grudnia 2003 powierzchnia miasta wynosiła 1799 ha, a liczba mieszkańców 24 489 osób.

## Demografia

### Liczba mieszkańców do 1950[potrzebnyprzypis]
| rok  | mieszkańcy | Niemcy | Czesi |
| ---- | ---------- | ------ | ----- |
| 1787 | 2830       | –      | –     |
| 1854 | 6068       | –      | –     |
| 1880 | 10 854     | 9263   | 1417  |
| 1890 | 11 342     | 10 004 | ?     |
| 1900 | 13 075     | 11 532 | 1329  |
| 1910 | 15 421     | 13 165 | 2034  |
| 1921 | 16 988     | 11 015 | 5066  |
| 1930 | 18 498     | 10 878 | 6485  |
| 1939 | 17 259     | –      | –     |
| 1947 | 14 402     | –      | –     |
| 1950 | 14 035     | –      | –     |

### Liczba mieszkańców od 1970
| Rok             | 1970   | 1980   | 1991   | 2001   | 2003   |
| --------------- | ------ | ------ | ------ | ------ | ------ |
| Liczba ludności | 19 595 | 22 869 | 25 719 | 24 879 | 24 489 |

Źródło: Czeski Urząd Statystyczny

## Współpraca
- Calamba, Filipiny
- Miśnia, Niemcy
- Fulda, Niemcy
- Dapitan, Filipiny
- Armentieres, Francja

## Galeria

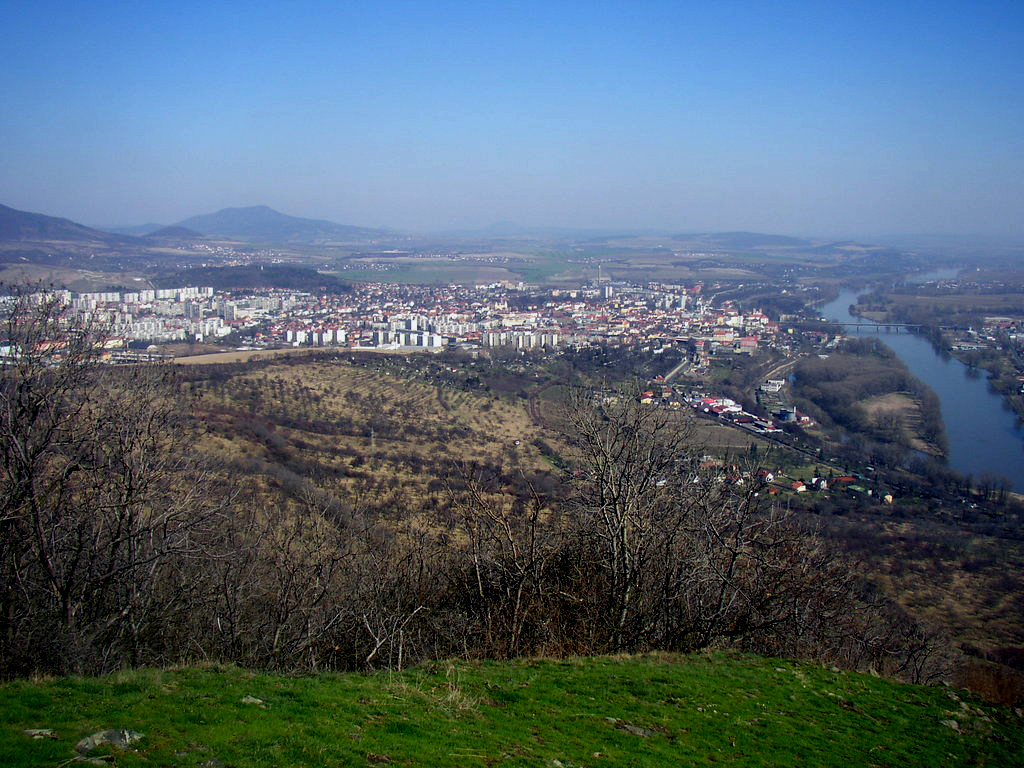
Litomierzyce – panorama miasta
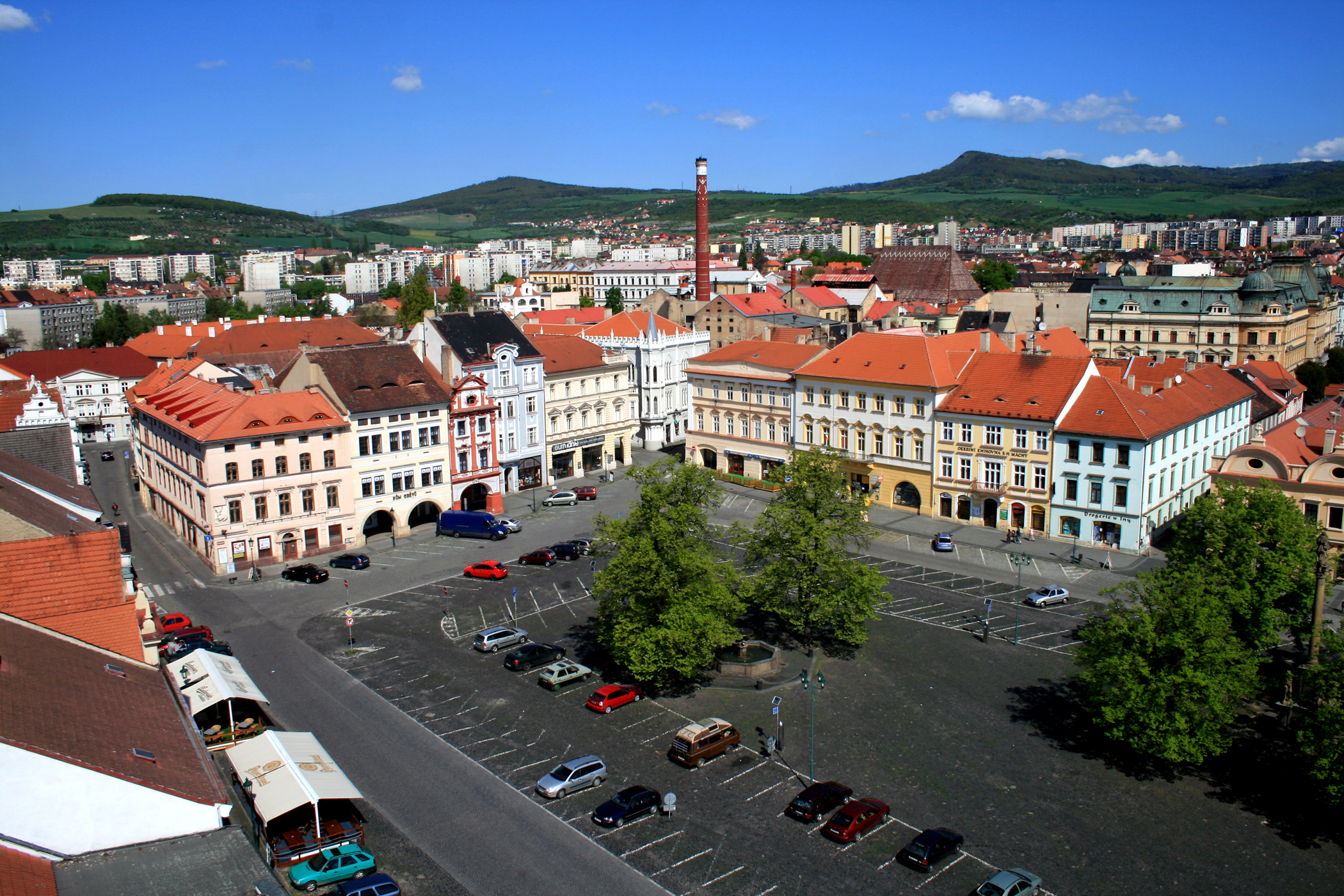
Rynek
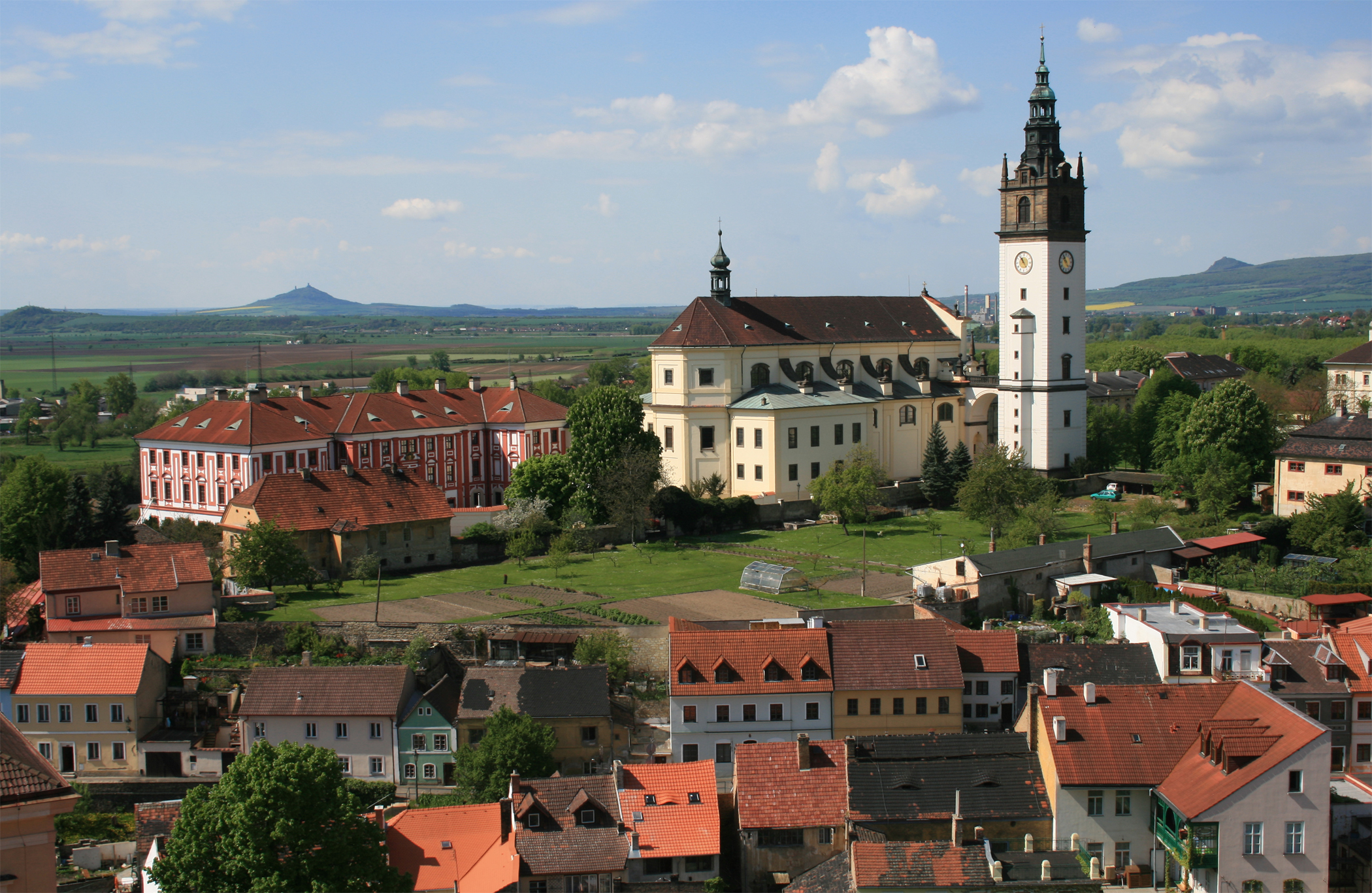
Katedra św. Szczepana
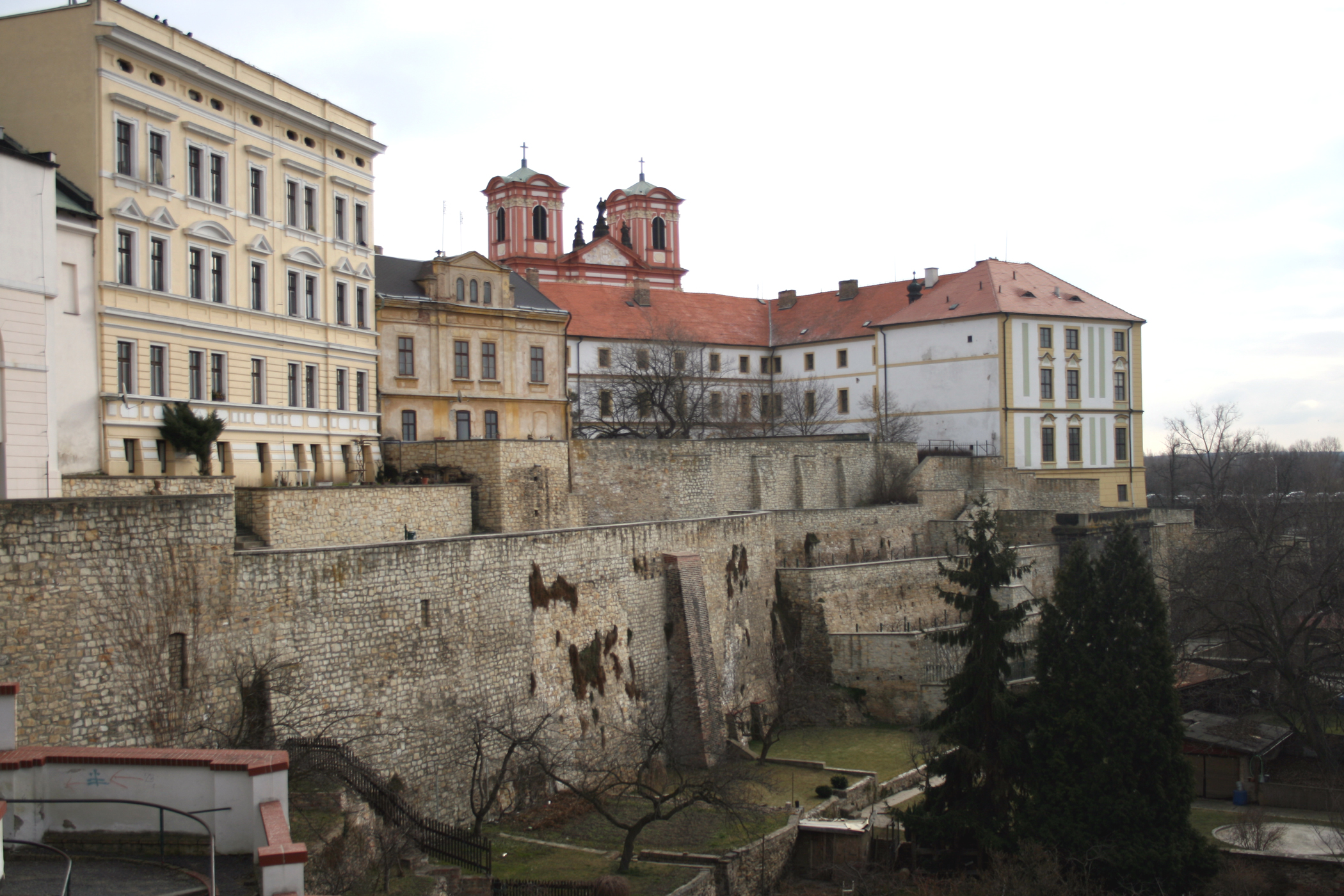
Kościół Zwiastowania Panny Marii i dawne kolegium jezuickie
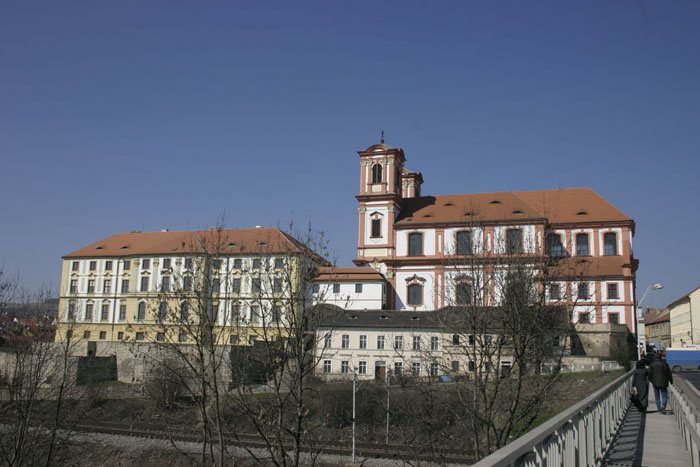
Kolegium jezuickie, obecnie seminarium duchowne
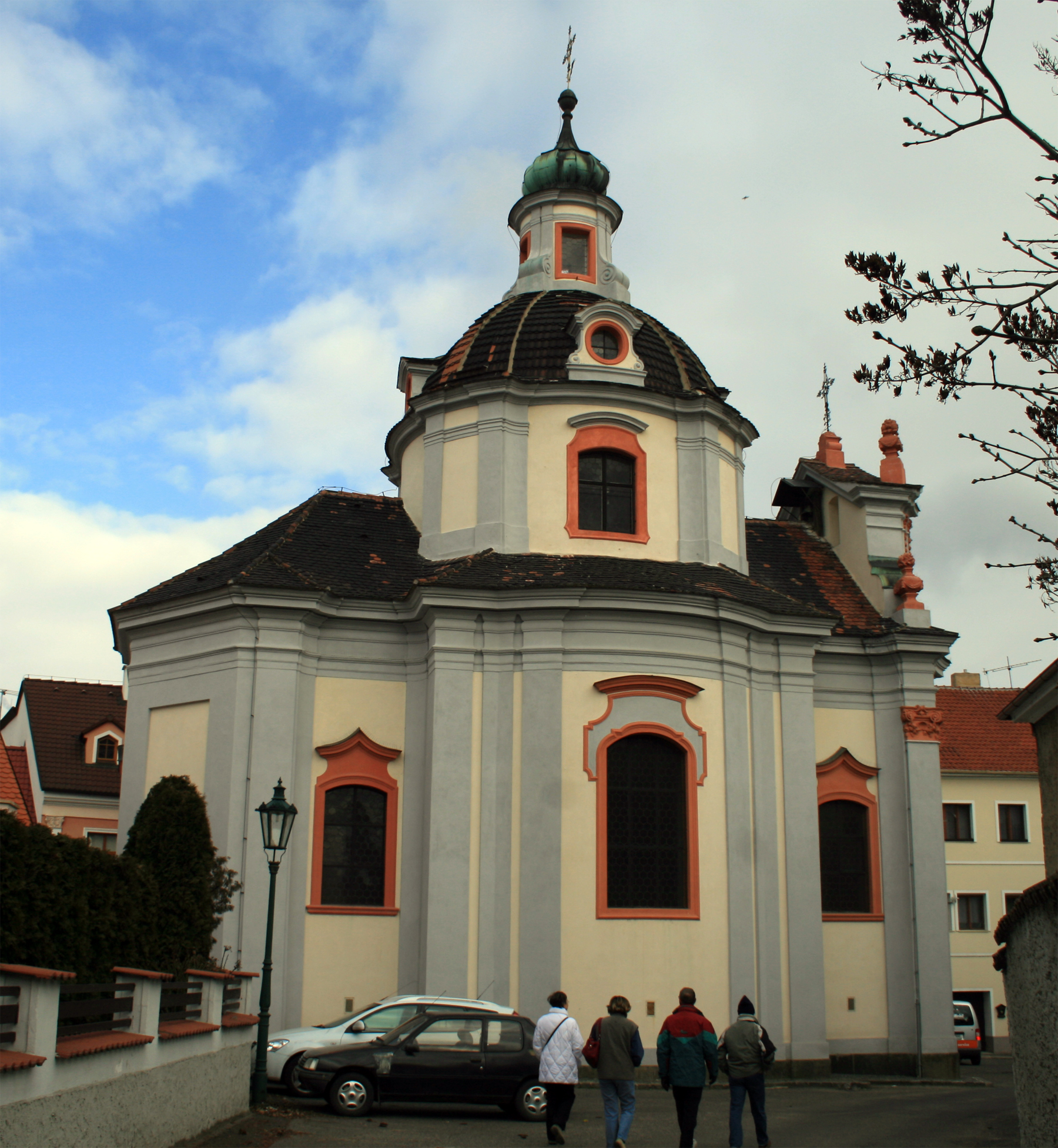
kościół św. Wacława